# Chi Cheng
Chi Cheng, född Chi Ling Dai Cheng 15 juli 1970 i Davis, Kalifornien, död 13 april 2013 i Sacramento, Kalifornien, var en amerikansk musiker och basist, som spelade bas och sjöng i Deftones.
I november 2008 råkade Chi Cheng utför en trafikolycka och skadades svårt och hamnade i koma.
Den 20 november 2009 ordnades en konsert för Chi Cheng som kallades "Chi Cheng Benefit Show" där Deftones spelade med gäster från band som: System of a Down, Children of bodom, The Dillinger Escape Plan och Metallica.
Den 13 april 2013 skrev Chis före detta bandkollega Chino Moreno på sin Facebook-sida att Cheng hade dött. En separat redogörelse postades på oneloveforchi.com. Ingen officiell dödsorsak har tillkännagivits.